# Nekrolog 1788
Nekrolog
◄◄
| ◄
| 1784
| 1785
| 1786
| 1787
| 1788 | 1789 | 1790 | 1791 | 1792 | ► | ►►
Weitere Ereignisse | Allgemeiner Nekrolog 1788
Die Beschreibung der verstorbenen Person sollte so kurz wie möglich gehalten sein und nur deren signifikante Tätigkeit(en) enthalten.
Neue Namen ggf. auch unter dem Geburts- und Sterbedatum, also etwa unter 1. Januar und im Geburts- und Sterbejahr (2024) eintragen (nur bei entsprechender großer Wichtigkeit). Für Beispiele siehe die schon vorhandenen Artikel.
Außerdem über die fünf zuletzt Verstorbenen, zu denen es einen ausreichend guten Artikel für eine Präsentation auf der Hauptseite gibt, nach der todesbedingten Überarbeitung der Artikel ggf. auch unter Wikipedia Diskussion:Hauptseite informieren und sie am besten auch in den anderen Wikipedia-Sprachversionen eintragen. Tipp: Regelmäßig bei news.google.de nach „ist tot“, „gestorben“ oder „verstorben“ suchen.
Wenn eine Person gestorben ist, gibt es viele Seiten zu dieser Person in der Wikipedia, die davon auch betroffen sind und entsprechend aktualisiert werden müssen. Beispiele: Namenübersichtsseite, Geburtsjahr, Geburtsort-Seiten und viele mehr.
Wie finde ich die betroffenen Seiten?
Im Suchfeld auf der linken Seite gibt man den Suchbegriff so ein: „Vorname Nachname“. Dann klickt man auf Volltext und alle Seiten mit entsprechendem Suchtext werden aufgerufen. Hier sieht man dann schnell, wo auch das Todesjahr Sinn macht oder sogar ein Teil des Artikels angepasst werden muss. Auch hilft das „Werkzeug“ auf der linken Seite sehr gut, um solche Seiten aufzufinden: „Links auf diese Seite“. Somit ist die Wikipedia wieder aktuell in allen Bereichen! Hinweis: bei Eintragung der Kategorie „Gestorben JAHR“ wird der Missbrauchsfilter 49 ausgelöst, was jedoch nicht schlimm ist. Siehe: Spezial:Missbrauchsfilter/49
Dies ist eine Liste von im Jahr 1788 verstorbenen bekannten Persönlichkeiten. Die Einträge erfolgen innerhalb der einzelnen Daten alphabetisch sortiert. Tiere sind im Nekrolog für Tiere zu finden.

## Januar
| Tag        | Name                                   | Beruf, bekannt als                                                                             | Alter | Beleg |
| ---------- | -------------------------------------- | ---------------------------------------------------------------------------------------------- | ----- | ----- |
| 4. Januar  | Bernhard Friedrich Quistorp            | deutscher evangelischer Theologe und Generalsuperintendent für Schwedisch-Pommern              | 69    |       |
| 5. Januar  | Charles-Augustin de Ferriol d’Argental | französischer Verwalter und Botschafter                                                        | 87    |       |
| 5. Januar  | Johann Schneider                       | deutscher Komponist, Geiger und Organist                                                       | 85    |       |
| 6. Januar  | Johann Ulrich Sponsel                  | deutscher evangelischer Theologe                                                               | 66    |       |
| 10. Januar | Johann Friedrich Gottlieb Goldhagen    | deutscher Mediziner und Hochschullehrer                                                        | 45    |       |
| 11. Januar | François Joseph Paul de Grasse         | französischer Admiral, Ritter des Malteserordens und Kommandeur des Ordens vom heiligen Ludwig | 65    |       |
| 11. Januar | Jobst Ludwig von Petersdorff           |                                                                                                |       |       |
| 12. Januar | Francisco Noroña                       | spanischer Botaniker und Arzt                                                                  |       |       |
| 15. Januar | Gaetano Latilla                        | italienischer Opernkomponist                                                                   | 77    |       |
| 16. Januar | Georg Matthäus Gattenhof               | deutscher Mediziner und Hochschullehrer                                                        | 65    |       |
| 17. Januar | Elisabetha Gaßner                      | deutsche Sacklangerin                                                                          |       |       |
| 17. Januar | Georg Nicolaus von Lübbers             | deutscher Major und Unternehmer                                                                | 63    |       |
| 19. Januar | Johann Andreas Liebhardt               | deutscher Architekt, Stadtbaumeister von Frankfurt am Main                                     |       |       |
| 21. Januar | Paul d’Albert de Luynes                | französischer Geistlicher, Erzbischof von Sens und Kardinal                                    | 85    |       |
| 21. Januar | Antoine Tassaert                       | flämischer Bildhauer                                                                           |       |       |
| 22. Januar | Georg Joachim Zollikofer               | schweizerisch-deutscher Kirchenliederdichter                                                   | 57    |       |
| 27. Januar | Erich Christoph von Plotho             | preußischer Diplomat und Regierungspräsident                                                   | 80    |       |
| 27. Januar | William Tryon                          | britischer Politiker und Gouverneur der Kolonien North Carolina und New York                   | 58    |       |
| 28. Januar | Johann Conrad Feuerlein                | deutscher Jurist                                                                               | 62    |       |
| 31. Januar | Johann Luis                            | deutscher Kaufmann und Politiker                                                               | 65    |       |
| 31. Januar | Charles Edward Stuart                  | britischer Thronanwärter, im Exil lebend                                                       | 67    |       |
| 31. Januar | Francesco Zannetti                     | italienischer Komponist und Kapellmeister der Vorklassik                                       | 50    |       |

## Februar
| Tag         | Name                        | Beruf, bekannt als                                           | Alter | Beleg |
| ----------- | --------------------------- | ------------------------------------------------------------ | ----- | ----- |
| 2. Februar  | James Stuart                | britischer Maler und Architekt                               |       |       |
| 6. Februar  | Maria Anna von Kottulinsky  | Fürstin von Liechtenstein                                    | 80    |       |
| 6. Februar  | David Gottlieb Niemeyer     | deutscher evangelischer Theologe                             | 42    |       |
| 6. Februar  | Parsegh Bedros IV. Avkadian | Patriarch von Kilikien Armenisch-katholischen Kirche         |       |       |
| 13. Februar | Germain-Jean Drouais        | französischer Maler                                          | 24    |       |
| 13. Februar | Johann Adam Lehmus          | Kirchenliederdichter                                         | 81    |       |
| 15. Februar | Maria Josefa von Harrach    | Fürstin von Liechtenstein                                    | 60    |       |
| 16. Februar | Hans Sigismund von Lestwitz | preußischer Generalmajor                                     | 69    |       |
| 17. Februar | Maurice Quentin de La Tour  | Porträtmaler des französischen Rokoko                        | 83    |       |
| 18. Februar | Maria Anna von Fürstenberg  | Äbtissin des Stifts Fröndenberg                              | 55    |       |
| 18. Februar | John Lightfoot              | britischer Geistlicher und Biologe                           | 52    |       |
| 18. Februar | John Whitehurst             | britischer Geologe und Mitglied der Royal Society; Uhrmacher | 74    |       |
| 21. Februar | Johann Georg Palitzsch      | deutscher Naturwissenschaftler                               | 64    |       |
| 21. Februar | Samuel August Wagner        | sächsischer Mediziner                                        | 53    |       |
| 22. Februar | Jan Lohelius Oehlschlägel   | böhmischer Organist und Komponist                            | 63    |       |
| 28. Februar | Thomas Cushing              | US-amerikanischer Politiker                                  | 62    |       |
| 28. Februar | Andreas Johannes Orlovius   | polnischer Mediziner                                         | 52    |       |

## März
| Tag      | Name                                     | Beruf, bekannt als                                                    | Alter | Beleg |
| -------- | ---------------------------------------- | --------------------------------------------------------------------- | ----- | ----- |
| 2. März  | Salomon Gessner                          | Schweizer Idyllendichter, Maler und Grafiker                          | 57    |       |
| 4. März  | James Robertson                          | Gouverneur der britischen Kolonie New York                            | 70    |       |
| 4. März  | Johann Georg Gottlob Schwarz             | deutscher evangelischer Theologe                                      | 54    |       |
| 4. März  | Antonio Eugenio Visconti                 | Kardinal der katholischen Kirche                                      | 74    |       |
| 7. März  | Karl Friedrich Flögel                    | deutscher Kultur- und Literaturhistoriker                             | 58    |       |
| 10. März | Jakob Singer                             | österreichisch-schweizerischer Baumeister                             | 69    |       |
| 15. März | Ludwig Joseph von Welden                 | Bischof von Freising                                                  | 60    |       |
| 15. März | Rudolph Heinrich von Winterfeldt         | königlich preußischer Oberst, Chef des schlesischen Artilleriekorps   | 67    |       |
| 17. März | Ernest Johann Nepomuk von Herberstein    | erster Bischof der Diözese Linz                                       | 56    |       |
| 18. März | Ernst Sigismund von Anger                | preußischer Landrat und Gutsbesitzer                                  |       |       |
| 18. März | Emanuel Franz Anton Eugen von Chaumontet | königlich preußischer Generalmajor und Brigadier der leichten Truppen | 61    |       |
| 23. März | Christian Ehrenfried Eschenbach          | deutscher Arzt                                                        | 75    |       |
| 29. März | Charles Wesley                           | Kirchenlieddichter und ein Begründer des Methodismus                  | 80    |       |

## April
| Tag       | Name                            | Beruf, bekannt als                                                  | Alter | Beleg |
| --------- | ------------------------------- | ------------------------------------------------------------------- | ----- | ----- |
| 1. April  | Philipp Julius Lieberkühn       | deutscher Pädagoge und Schriftsteller                               | 33    |       |
| 3. April  | Johannes Esaias Nilson          | deutscher Zeichner und Kupferstecher                                | 66    |       |
| 7. April  | Georg Christian Seekatz         | deutscher Maler                                                     | 65    |       |
| 12. April | Carlo Antonio Campioni          | italienischer Violinist, Kapellmeister und Komponist der Vorklassik | 67    |       |
| 12. April | Karl Joseph Toeschi             | deutscher Violinist, Musikdirektor und Komponist                    |       |       |
| 10. April | Johannes Nisle                  | deutscher Hornist                                                   | 53    |       |
| 15. April | Giuseppe Bonno                  | österreichischer Komponist                                          | 77    |       |
| 15. April | Mary Delany                     | englische Schriftstellerin                                          | 87    |       |
| 16. April | Georges-Louis Leclerc de Buffon | französischer Naturforscher                                         | 80    |       |
| 16. April | Karl August von Hohenstock      | königlich preußischer Generalmajor                                  |       |       |
| 17. April | Heinrich Adrian von Borcke      | deutscher Offizier und Prinzenerzieher                              | 73    |       |
| 19. April | Johann Friedrich Feige          | deutscher Bildhauer                                                 | 61    |       |
| 23. April | Johann Friedrich Mieg           | deutscher Historiker und Kirchenbeamter                             | 87    |       |
| 23. April | Johann Octavian Salver          | deutscher Genealoge                                                 | 55    |       |
| 24. April | Peter Hermann Becker            | deutscher lutherischer Theologe                                     | 57    |       |
| 24. April | Iyasu III.                      | äthiopischer Kaiser (1784–1788)                                     |       |       |
| 30. April | Jean-Baptiste Cupis de Camargo  | französischer Violinist und Komponist                               | 76    |       |

## Mai
| Tag     | Name                                          | Beruf, bekannt als                                                                             | Alter | Beleg |
| ------- | --------------------------------------------- | ---------------------------------------------------------------------------------------------- | ----- | ----- |
| 2. Mai  | Antoine de Malvin de Montazet                 | französischer Theologe                                                                         | 74    |       |
| 4. Mai  | Marija Andrejewna Rumjanzewa                  | russische Adlige, Oberhofmeisterin und Mätresse Zar Peters I.                                  | 89    |       |
| 8. Mai  | Giovanni Antonio Scopoli                      | österreichischer Arzt und Naturforscher                                                        | 64    |       |
| 12. Mai | Dmitri Sergejewitsch Anitschkow               | russischer Philosoph, Aufklärer, Logiker und Mathematiker                                      |       |       |
| 12. Mai | Ludwig Ernst von Braunschweig-Wolfenbüttel    | Herzog zu Braunschweig und Lüneburg, österreichischer und niederländischer Reichsfeldmarschall | 69    |       |
| 13. Mai | Adam Gottlob Casparini                        | deutscher Orgelbauer                                                                           | 73    |       |
| 17. Mai | Johann Ignaz von Felbiger                     | Abt des Augustiner-Chorherrenstiftes Sagan in Niederschlesien                                  | 64    |       |
| 20. Mai | Otto Ludwig von Syburg                        | preußischer Generalmajor, Kommandeur des Regiments Nr. 12                                      |       |       |
| 21. Mai | Gustav Ludwig Janson                          | deutscher Theologe                                                                             | 78    |       |
| 21. Mai | Anton Franz von Wedel                         | preußischer Kammerherr, geheimer Kriegsrat sowie Erbherr auf Evenburg, Nesse und Gödens        | 80    |       |
| 22. Mai | Charles-Auguste Levassor de Latouche Tréville | französischer Aristokrat und Marineoffizier                                                    | 75    |       |
| 24. Mai | Johann Pfunner                                | deutscher Künstler                                                                             |       |       |
| 26. Mai | Iman Jacob van den Bosch                      | niederländischer Mediziner                                                                     | 57    |       |

## Juni
| Tag      | Name                         | Beruf, bekannt als                                    | Alter | Beleg |
| -------- | ---------------------------- | ----------------------------------------------------- | ----- | ----- |
| 2. Juni  | Giovanni Battista Lampugnani | italienischer Komponist, Cembalist und Gesangslehrer  |       |       |
| 3. Juni  | Berend I Roosen              | Hamburger Reeder und Mennonit                         | 82    |       |
| 4. Juni  | Josias II.                   | Graf von Waldeck zu Bergheim                          | 54    |       |
| 5. Juni  | Georg Christian Raff         | deutscher Schriftsteller und Pädagoge                 | 39    |       |
| 6. Juni  | Benjamin Wilson              | englischer Maler und Wissenschaftler                  | 66    |       |
| 7. Juni  | Johann Wilhelm Rettich       | deutscher Kaufmann und Ratsherr der Hansestadt Lübeck |       |       |
| 12. Juni | Wilhelm Aschoff              | preußischer Beamter                                   |       |       |
| 12. Juni | Johann Andreas Cramer        | deutscher Schriftsteller und Theologe                 | 65    |       |
| 18. Juni | Wolfgang Krieger             | deutscher Benediktiner und Abt                        | 72    |       |
| 20. Juni | Hans Sigismund von Beerfelde | preußischer Capitain und Landrat                      |       |       |
| 20. Juni | Friedrich Konrad Gadebusch   | deutsch-baltischer Historiker und Jurist              | 69    |       |
| 21. Juni | Johann Georg Hamann          | deutscher Philosoph und Schriftsteller                | 57    |       |
| 22. Juni | Jan Tesánek                  | tschechischer Gelehrter und Schriftsteller            | 59    |       |
| 28. Juni | Johann Christoph Vogel       | deutscher Komponist                                   |       |       |
| Juni     | Otto Nathanael Nicolai       | deutscher evangelischer Theologe                      | 78    |       |

## Juli
| Tag      | Name                          | Beruf, bekannt als                                                   | Alter | Beleg |
| -------- | ----------------------------- | -------------------------------------------------------------------- | ----- | ----- |
| 1. Juli  | Christoph Karl von Bülow      | preußischer General der Kavallerie, Träger des Schwarzen Adlerordens | 72    |       |
| 3. Juli  | Wilhelm Carpelan              | schwedischer Infanteriegeneral                                       | 88    |       |
| 3. Juli  | François Jacquier             | französischer Mathematiker                                           | 77    |       |
| 5. Juli  | Peder Kofod Ancher            | dänischer Jurist                                                     | 78    |       |
| 12. Juli | Johann Abraham Lüttringhausen | Bürgermeister von Elberfeld                                          |       |       |
| 14. Juli | Johann Gottfried Müthel       | deutscher Organist und Komponist                                     | 60    |       |
| 16. Juli | Jonathan Blanchard            | US-amerikanischer Politiker                                          | 49    |       |
| 20. Juli | Johann Wilhelm Manstadt       | schwedischer Bildhauer                                               | 66    |       |
| 21. Juli | Gaetano Filangieri            | italienischer Jurist und Philosoph                                   | 35    |       |
| 26. Juli | Georg Adam Kreß               | deutscher Pianist und Komponist                                      | 44    |       |
| 30. Juli | Heinrich Kajetan von Blümegen | erzherzoglich österreichischer Erster Kanzler                        | 73    |       |
| 31. Juli | Paul Eugenius Layritz         | deutscher Theologe, Konrektor, Bischof                               | 80    |       |

## August
| Tag        | Name                                         | Beruf, bekannt als                                                                                       | Alter | Beleg |
| ---------- | -------------------------------------------- | --- | ----- | ----- |
| 1. August  | Theodor Friedrich Stein                      | deutscher Porträtmaler                                                                                   |       |       |
| 2. August  | Thomas Gainsborough                          | englischer Maler                                                                                         | 61    |       |
| 4. August  | Johann Wilhelm Baumer                        | deutscher Physiker, Mediziner und Mineraloge                                                             | 68    |       |
| 4. August  | Virgilius Augustin Maria von Firmian         | österreichischer Bischof und Reichsgraf                                                                  | 74    |       |
| 7. August  | Franz-Joseph Remlinger                       | deutscher Baumeister und Schultheiß in Grombach                                                          | 55    |       |
| 8. August  | Johann Jakob Simmler                         | Schweizer evangelischer Geistlicher und Kirchenhistoriker                                                | 71    |       |
| 8. August  | Louis François Armand de Vignerot du Plessis | Marschall von Frankreich                                                                                 | 92    |       |
| 9. August  | Carl von Imhoff                              | Berufsoffizier, Kolonialoffizier der Britischen Ostindien-Kompanie und Porträtmaler des 18. Jahrhunderts | 53    |       |
| 10. August | Franz Giftschütz                             | österreichischer Pastoraltheologe                                                                        | 40    |       |
| 12. August | William Houston                              | US-amerikanischer Politiker                                                                              |       |       |
| 12. August | Johann Friedrich Kleemann                    | Pächter der Braunschweig-Wolfenbütteler Domäne Walkenried                                                | 58    |       |
| 13. August | Johann Jakob Schlösser                       | Bürgermeister in Elberfeld                                                                               |       |       |
| 15. August | Samuel Christian Lappenberg                  | deutscher Theologe und Historiker                                                                        | 67    |       |
| 23. August | Johann Herkules Haid                         | Gymnasialprofessor in Ulm, Schriftsteller der Landeskunde und Volkswirtschaft                            | 49    |       |
| 23. August | Gebhard Werner von der Schulenburg           | Hofmarschall am preußischen Hofe                                                                         | 65    |       |
| 25. August | David-Philippe de Treytorrens                | Schweizer Offizier in fremden Diensten und Kaufmann                                                      | 67    |       |
| 25. August | Tanuma Okitsugu                              | japanischer Rōjū                                                                                         | 69    |       |
| 27. August | Albrecht Friedrich von Erlach                | Ratsmitglied und Schultheiss der Stadt Bern                                                              | 91    |       |
| 28. August | Joseph Henri Bouchard d’Esparbès de Lussan   | französischer Militär und Diplomat                                                                       | 74    |       |
| 29. August | August de la Motte                           | kurbraunschweig-lüneburgischer Generalleutnant                                                           | 74    |       |
| 31. August | Georg Anton Abraham Urlaub                   | fränkischer Maler des Barock                                                                             | 43    |       |
| August     | Thomas Adams                                 | US-amerikanischer Politiker                                                                              |       |       |

## September
| Tag           | Name                                                                 | Beruf, bekannt als                                                                                 | Alter | Beleg |
| ------------- | -------------------------------------------------------------------- | -------------------------------------------------------------------------------------------------- | ----- | ----- |
| 1. September  | Emmanuel-Armand de Vignerot du Plessis de Richelieu, duc d’Aiguillon | französischer Staatsmann, Herzog von Agenois und von Aiguillon                                     | 68    |       |
| 5. September  | Franz von der Wenge                                                  | deutscher Kanoniker                                                                                | 81    |       |
| 6. September  | Giovanni Carlo Boschi                                                | italienischer Geistlicher und Kardinal                                                             | 73    |       |
| 10. September | James Cuninghame                                                     | britischer Armeeoffizier und Politiker                                                             |       |       |
| 14. September | John Penn                                                            | britisch-US-amerikanischer Jurist und Politiker, einer der Gründerväter der USA                    | 47    |       |
| 14. September | Noël de Jourda, comte de Vaux                                        | Marschall von Frankreich                                                                           | 83    |       |
| 14. September | Théodore-Jean Tarade                                                 | französischer Violinist und Komponist der Klassik                                                  | 56    |       |
| 18. September | Johann Vollrath Bacmeister                                           | deutscher Historiker und Bibliothekar an der russischen Akademie der Wissenschaften                | 56    |       |
| 20. September | Georg Broeckel                                                       | deutscher Rechtslehrer                                                                             | 40    |       |
| 22. September | Ernst Gottlob Bose                                                   | deutscher Botaniker und Mediziner                                                                  | 65    |       |
| 22. September | Levin Rudolph von der Schulenburg                                    | preußischer Offizier, zuletzt Generalleutnant sowie wirklicher Geheimer Staats- und Kriegsminister | 60    |       |
| 24. September | Wilhelm Johann Julius Hoppenstedt                                    | deutscher lutherischer Theologe                                                                    | 62    |       |
| 25. September | Heinrich von Bibra                                                   | Fürstbischof und Abt des Hochstift Fulda                                                           | 77    |       |
| 27. September | Auguste Karoline von Braunschweig-Wolfenbüttel                       | Mitglied Haus Hannover (Welfen) und durch Heirat Prinzessin von Württemberg                        | 23    |       |
| 29. September | Johann Andreas Michael Nagel                                         | deutscher Hebraist und Orientalist                                                                 | 78    |       |
| 30. September | John Banister                                                        | amerikanischer Anwalt und Politiker                                                                | 53    |       |
| 30. September | Matthäus Günther                                                     | bayerischer Maler und Graphiker                                                                    | 83    |       |

## Oktober
| Tag         | Name                               | Beruf, bekannt als                                                                                   | Alter | Beleg |
| ----------- | ---------------------------------- | --- | ----- | ----- |
| 1. Oktober  | William Brodie                     | schottischer Tischler und Krimineller                                                                | 47    |       |
| 2. Oktober  | Thomas Frieberth                   | österreichischer Komponist                                                                           | 57    |       |
| 3. Oktober  | Friedrich Hartmann von Witzleben   | Geheimer Rat und Oberhofmarschall in Weimar sowie Besitzer der Rittergüter Martinroda und Elgersburg | 65    |       |
| 7. Oktober  | John Brown                         | schottischer Arzt                                                                                    |       |       |
| 7. Oktober  | Joseph Maximilian von Tillier      | österreichischer Feldmarschall-Lieutenant, Inhaber des Infanterieregiments Nr. 14                    |       |       |
| 11. Oktober | Carl Hinrich von Saldern-Günderoth | deutscher Gutsbesitzer, Bordesholmer Amtmann                                                         | 49    |       |
| 15. Oktober | Samuel Greigh                      | schottischer Admiral in russischen Diensten                                                          | 52    |       |
| 16. Oktober | Hans Adam von Studnitz             | deutscher Theaterintendant und Oberhofmarschall des Herzog von Gotha                                 | 77    |       |
| 18. Oktober | Jean-Guillain Cardon               | belgisch-französischer Violinist und Komponist                                                       | 56    |       |
| 18. Oktober | Johann Jakob von Wunsch            | preußischer General der Infanterie                                                                   | 70    |       |
| 19. Oktober | Louis Antoine de Gontaut-Biron     | Marschall von Frankreich                                                                             | 87    |       |
| 22. Oktober | Karl Gottlob Clausnitzer           | deutscher lutherischer Theologe                                                                      | 74    |       |
| 23. Oktober | Ferdinand Jakob Baier              | deutscher Mediziner                                                                                  | 81    |       |
| 24. Oktober | François-Jean de Chastellux        | französischer Militär und Schriftsteller                                                             | 54    |       |
| 26. Oktober | Johann Christian Feige der Jüngere | deutscher Bildhauer                                                                                  |       |       |
| 29. Oktober | Gottfried Reyger                   | deutscher Naturforscher und Botaniker                                                                | 83    |       |

## November
| Tag          | Name                                               | Beruf, bekannt als                                                    | Alter | Beleg |
| ------------ | -------------------------------------------------- | --------------------------------------------------------------------- | ----- | ----- |
| 1. November  | Rudolph Joseph von Colloredo                       | Reichsvizekanzler des Heiligen Römischen Reiches                      | 82    |       |
| 2. November  | Hans Wilhelm von Bandemer                          | königlich-preußischer Generalmajor                                    | 63    |       |
| 2. November  | Johann Samuel Schroeter                            | deutscher Komponist und Pianist                                       | 35    |       |
| 4. November  | Karl Wilhelm von Kottwitz                          | preußischer Oberst                                                    |       |       |
| 4. November  | Charles Daniel de Talleyrand-Périgord              | französischer Adliger und Militär                                     | 54    |       |
| 8. November  | Johann Karl Zeune                                  | deutscher Philologe                                                   | 52    |       |
| 11. November | Samuel Elbert                                      | US-amerikanischer Händler und Gouverneur von Georgia                  |       |       |
| 14. November | Giovanni Domenico Maraldi                          | französisch-italienischer Astronom und Mathematiker                   | 79    |       |
| 18. November | Robert Edge Pine                                   | englischer Porträt- und Historienmaler                                |       |       |
| 22. November | Samuel Ephraim Jordan                              | deutscher Jurist und Amtmann                                          |       |       |
| 22. November | Friedrich Wilhelm Siegmund von der Marwitz         | preußischer Generalmajor                                              | 62    |       |
| 22. November | Gottlieb Julius von Pelchrzim                      | königlich preußischer Generalmajor                                    | 71    |       |
| 23. November | Georg Michael Frank von La Roche                   | deutscher Politiker                                                   | 68    |       |
| 25. November | Manuel de Guirior                                  | spanischer Offizier und Kolonialverwalter                             | 80    |       |
| 27. November | Joachim Peters                                     | deutscher Fernhandelskaufmann und Bürgermeister der Hansestadt Lübeck |       |       |
| 28. November | Karl Christian                                     | Fürst von Nassau-Weilburg (1753–1788)                                 | 53    |       |
| 29. November | Christoph Balduin von Ledebur zu Wichel und Perutz | Domherr in Münster                                                    | 58    |       |

## Dezember
| Tag          | Name                                | Beruf, bekannt als                                                                 | Alter | Beleg |
| ------------ | ----------------------------------- | ---------------------------------------------------------------------------------- | ----- | ----- |
| 6. Dezember  | Nicole-Reine Lepaute                | französische Astronomin                                                            | 65    |       |
| 7. Dezember  | Hans von Blumenthal                 | preußischer Oberstleutnant, Kommandeur der Garde du Corps, Oberhofmeister          | 66    |       |
| 10. Dezember | Wilhelm Christian Justus Chrysander | deutscher Theologe                                                                 | 70    |       |
| 10. Dezember | Joseph-Marie-François de Lassone    | französischer Arzt                                                                 | 71    |       |
| 11. Dezember | Friedrich Carl Fulda                | evangelischer Theologe und Philologe                                               | 64    |       |
| 12. Dezember | Friedrich Heinrich                  | Markgraf von Brandenburg-Schwedt                                                   | 79    |       |
| 12. Dezember | Joseph Gibbs                        | englischer Komponist                                                               | 89    |       |
| 13. Dezember | Friedrich Wilhelm von Gaudi         | preußischer Generalleutnant                                                        | 63    |       |
| 14. Dezember | Carl Philipp Emanuel Bach           | deutscher Komponist                                                                | 74    |       |
| 14. Dezember | Johann Joseph Prugger               | deutscher Rechtswissenschaftler und Hochschullehrer                                | 71    |       |
| 14. Dezember | Karl III.                           | spanischer König                                                                   | 72    |       |
| 16. Dezember | Andreas Westphal                    | schwedisch-pommerscher Anatom, Leibarzt des schwedischen Königs                    | 68    |       |
| 17. Dezember | Wilhelm Ludwig von Baden-Durlach    | deutscher Adliger, Statthalter der niederländischen Provinz Gelderland (seit 1753) | 56    |       |
| 18. Dezember | Albrecht Ludwig Friedrich Meister   | deutscher Mathematiker, Physiker und Hochschullehrer                               | 64    |       |
| 18. Dezember | Franz Ignatz von Pinto              | preußischer General und Militäringenieur                                           |       |       |
| 19. Dezember | Juan Bautista de Anza               | spanischer Entdecker                                                               | 52    |       |
| 19. Dezember | Christian Nikolaus Eberlein         | Kopist, Porträtmaler und Galerieinspektor                                          | 67    |       |
| 21. Dezember | Benjamin Guerard                    | US-amerikanischer Politiker                                                        |       |       |
| 22. Dezember | Robert Goldsborough                 | US-amerikanischer Politiker                                                        | 55    |       |
| 22. Dezember | Percivall Pott                      | britischer Chirurg                                                                 | 74    |       |
| 29. Dezember | Christian Friedrich Petzold         | deutscher Logiker und evangelischer Theologe                                       | 45    |       |
| 29. Dezember | Gustaf David Hamilton               | schwedischer Feldmarschall                                                         | 89    |       |
| 29. Dezember | Johan Zoëga                         | dänischer Botaniker, Entomologe und Nationalökonom                                 | 46    |       |
| 30. Dezember | Francesco Zuccarelli                | italienischer Maler                                                                | 86    |       |
| 31. Dezember | Jakob Friedrich Feddersen           | deutsch-dänischer evangelischer Geistlicher                                        | 52    |       |

## Datum unbekannt
| Tag | Name                                | Beruf, bekannt als                                                         | Alter | Beleg |
| --- | ----------------------------------- | -------------------------------------------------------------------------- | ----- | ----- |
|     | Koča Anđelković                     | Militärperson in den Türkenkriegen                                         |       |       |
|     | Anton I.                            | Theologe und Katholikos-Patriarch der Georgischen Orthodoxen Apostelkirche |       |       |
|     | Francesco Battaglia                 | italienischer Architekt                                                    |       |       |
|     | Girolamo Besozzi                    | italienischer Oboist und Komponist                                         |       |       |
|     | Louis Michel de Boissy              | französischer Schriftsteller                                               |       |       |
|     | Leopold Eberhard Bonsen             | französischer lutherischer Theologe                                        |       |       |
|     | Johann Matthäus van den Branden     | deutscher Bildhauer und Stuckateur                                         |       |       |
|     | Yang Chaoguan                       | chinesischer Politiker und Opernautor                                      |       |       |
|     | Christoph Adam Dörr                 | Knopfmacher und Bürgermeister von Tübingen                                 | 79    |       |
|     | Jakob Friedrich Dörr                | deutscher Maler                                                            | 38    |       |
|     | James Freney                        | irischer Räuber                                                            |       |       |
|     | Jean-François de La Pérouse         | französischer Seefahrer, Weltumsegler und Geograph                         |       |       |
|     | Ferdinand Moritz von Mengersen      | Landkomtur des Deutschen Ordens                                            |       |       |
|     | Georg Peter Monath                  | deutscher Buchhändler und Verleger in Nürnberg                             |       |       |
|     | Ludwig Sebald Rühle von Lilienstern | deutscher Abenteurer in holländischen Diensten                             |       |       |
|     | Marc Charles Frédéric de Sacconay   | Waadtländer und Berner Offizier und Magistrat                              |       |       |
|     | Thomas Short                        | schottischer Optiker                                                       |       |       |
|     | Pierre André de Suffren             | französischer Admiral                                                      |       |       |
|     | Joseph Uriot                        | Freimaurer, Bibliothekar, Schriftsteller und Komponist                     |       |       |
|     | Sebastian Walch                     | deutscher Zeichner und Kupferstecher                                       |       |       |